# Saucedilla
Saucedilla ist eine spanische Gemeinde in der Provinz Cáceres, autonomen Region Extremadura. Saucedilla gehört zur comarca Campo Arañuelo, dessen Hauptstadt Navalmoral de la Mata ist. Es ist 197 km von Madrid, 103 km von Cáceres und 19 km von Navalmoral.

## Geographie

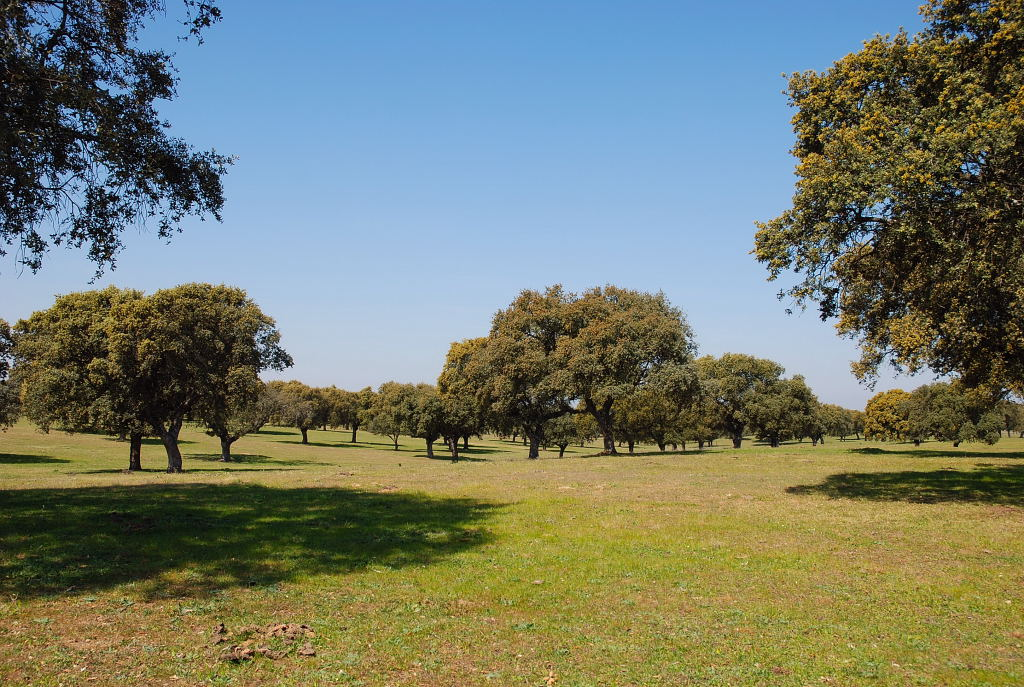
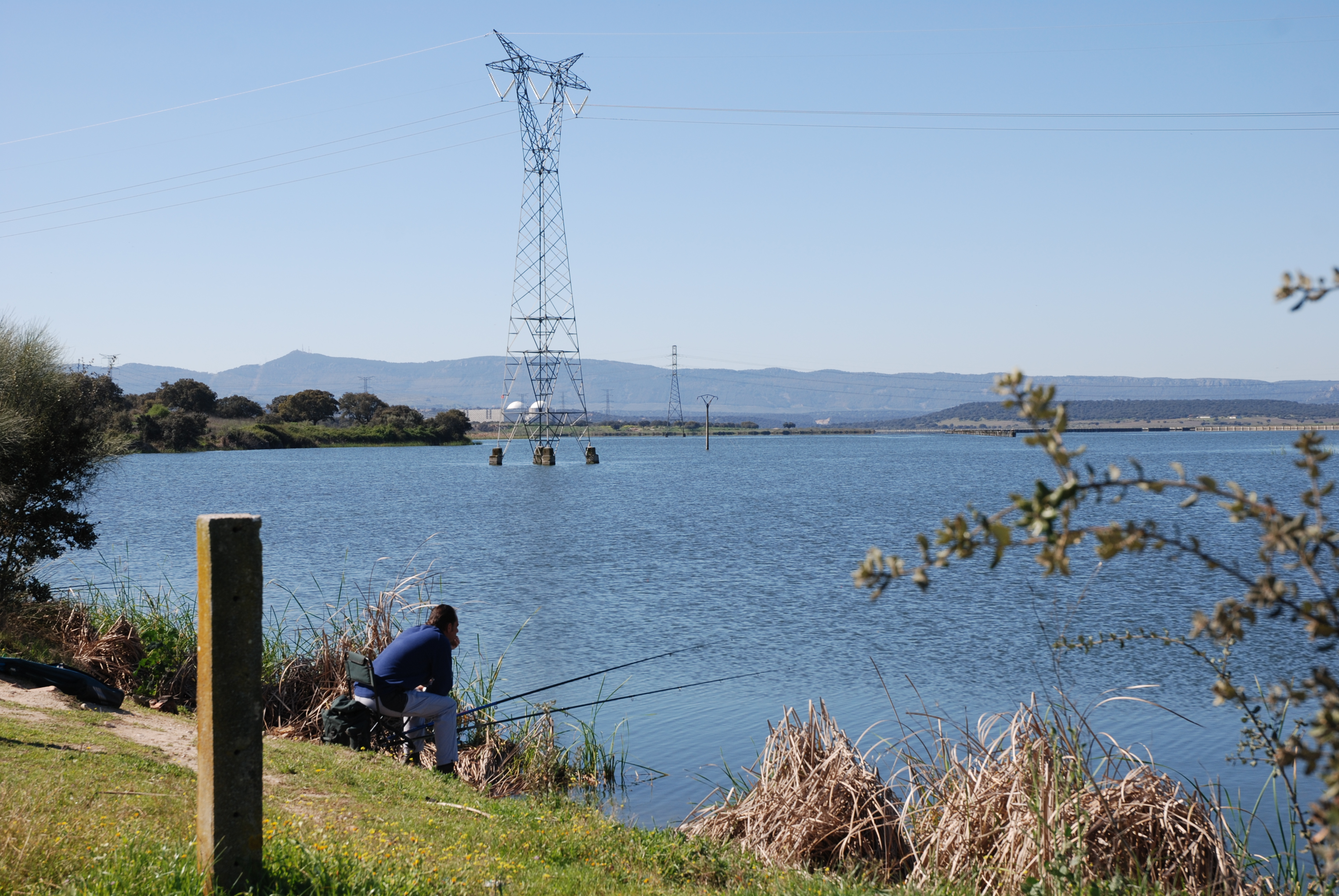
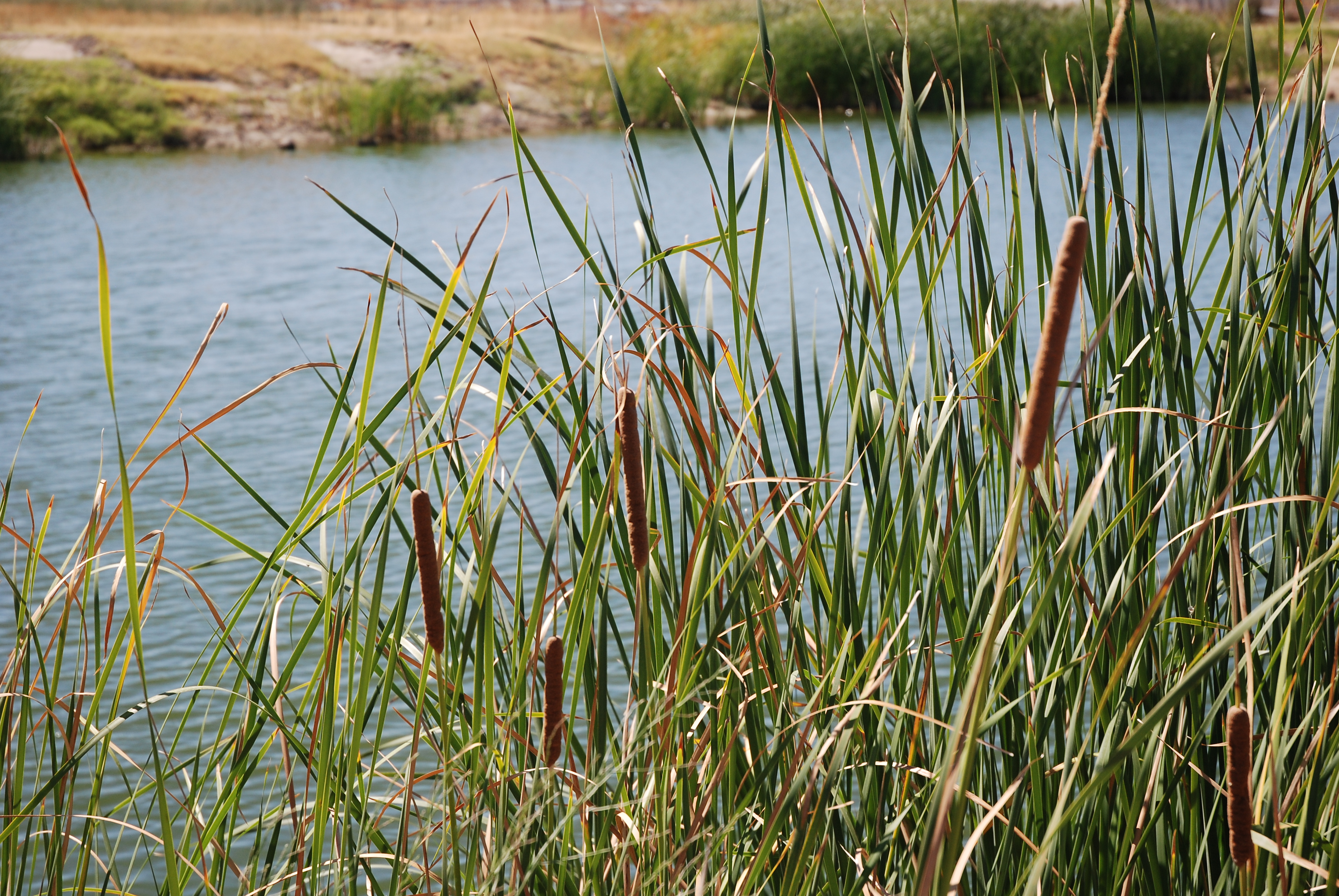
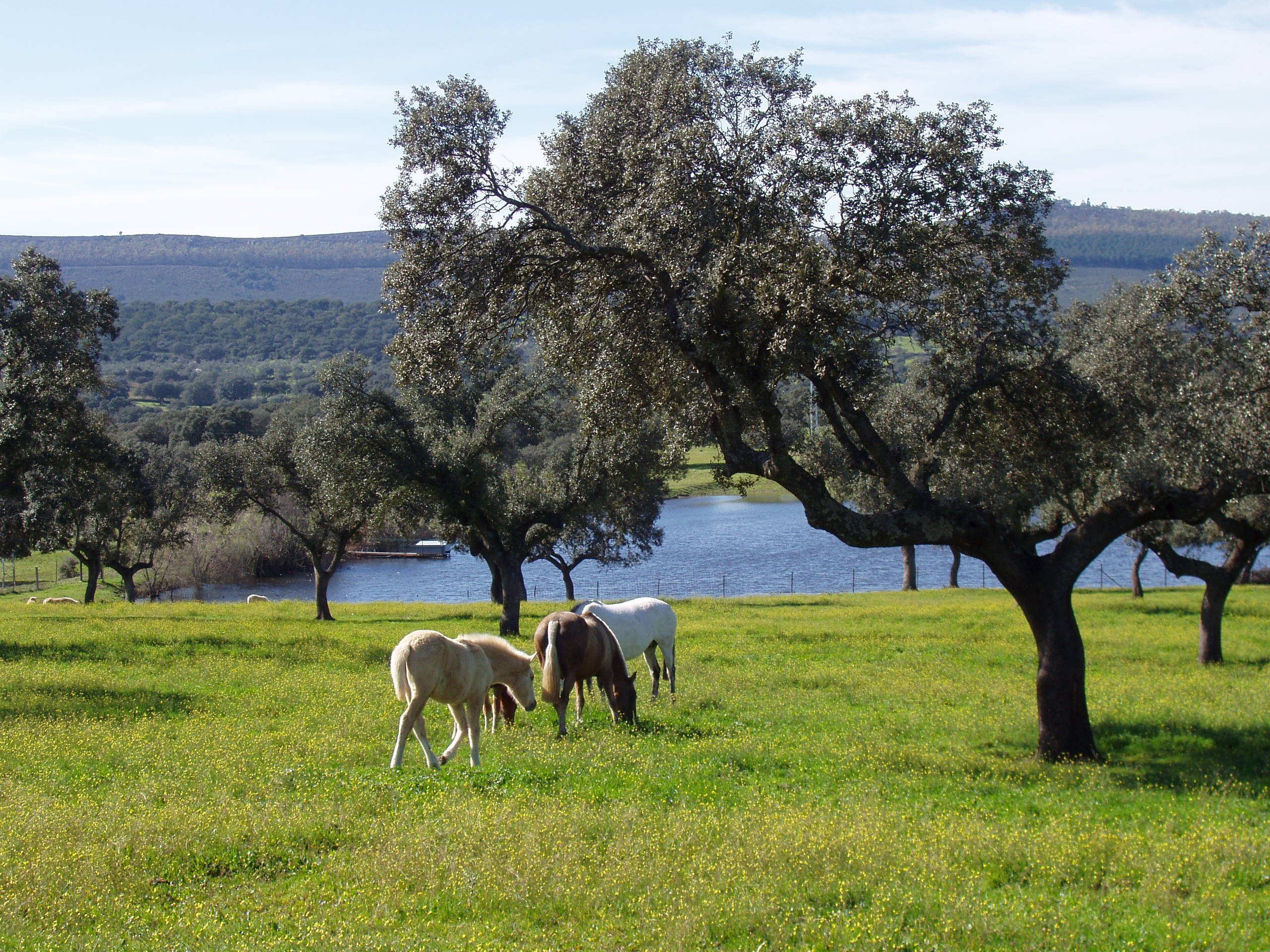

Die Stadt mit 994 Einwohnern (Stand: 2024) liegt mit einer Grundfläche von 60 km², nahe der Sierra de Gredos.

## Bevölkerungsentwicklung
| Jahr      | 2012 | 2014 | 2018 | 2021 |
| Einwohner | 857  | 847  | 852  | 869  |